# Knut Söderström
Knut Vidolf Söderström, född 31 mars 1878 i Järvsö församling i Hälsingland, död 24 juli 1952 i Ludvika, var en svensk tonsättare, dirigent och kyrkomusiker.
Efter organistexamen 1910 och musiklärarexamen vid Kungliga Musikhögskolan i Stockholm 1912 var han 1915–1949 kyrkomusiker i Ludvika. Han var parallellt med detta musiklärare vid skolorna i Ludvika fram till 1942. Han var dirigent för Ludvika musiksällskap från 1915 och för Grängesbergs orkesterförening 1942–1944. Bland hans verk märks den kända valsen I sommarnatt, även kallad I Bostonvalsen lever jag än (1906), samlingen Trollfar i Snurreberget (1917) samt andra barnvisor. Knut Söderström är begravd på Gamla kyrkogården i Ludvika.

## Verk
- I Sommarnatt, Wals Boston
- I Susande Skog, wals